# Bus 0-10V
El Bus 0-10V (també Bus 1-10V) és un bus de comunicacions de tipus analògic per a controlar el nivell de llum de sistemes o equips d'il·luminació. Fou creat per l'organització ESTA (Associació de tecnologia per a la indústria de l'entreteniment) l'any 1997. La darrera versió de l'especificació es pot consultar aquí. També ha estat publicada la norma europea i internacional EN IEC 60929. També s'ha publicat una norma específica de busos analògics amb el codi IEC 63128
Les aplicacions són pràcticament totes d'enllumenat : control de regulació d'intensitat de llum.

## Característiques

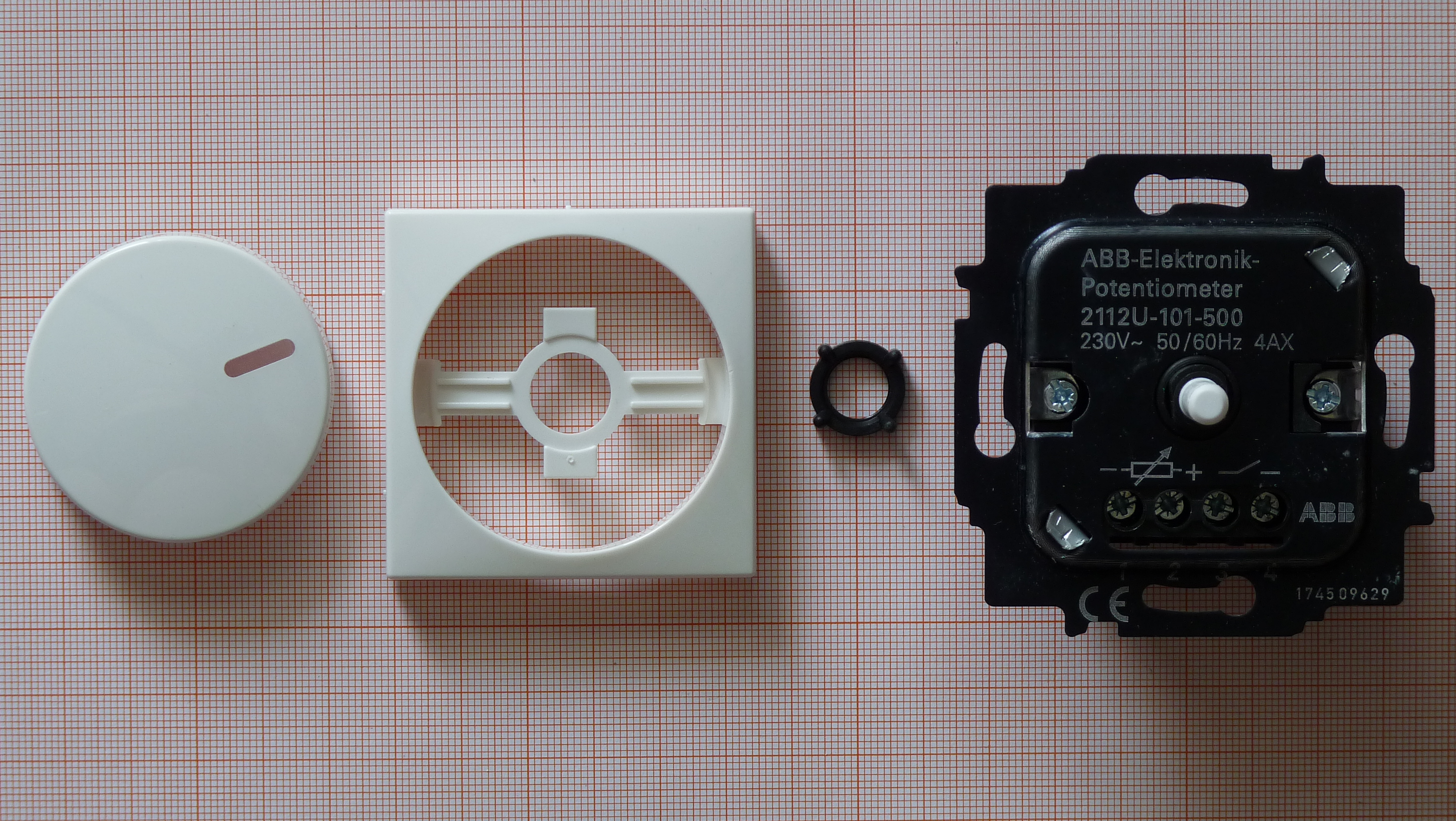
1-10V dimmer

L'avantatge del bus 0-10V és la simplicitat d'implementació, el desavantatge és la manca d'adreçabilitat dels dispositius connectats al mateix bus.
- Capa física (PHY) :
  - Només consta de 2 línies.
  - Les tensión van de 0 a 10 Volts (bus analògic), que és la tensió de control del bus. Una tensió de 10V es correspon a una regulació màxima del 100% i una tensió de 0 a 1V es correspon a una regulació mínima del 10%.
  - Tots els dispositius connectats al bus estan rebent la mateixa tensió de control.
- Capa d'enllaç de dades (MAC): no existeix, per tant no hi ha cap tipus d'adreçament i tots els dispositius connectats al bus fan exactament el mateix (igual nivell de llum).